# Gagrella nigra
Gagrella nigra is een hooiwagen uit de familie Sclerosomatidae.